# Kroniki jerozolimskie
Kroniki jerozolimskie (tytuł oryginalny: Chroniques de Jérusalem) – autobiograficzna powieść graficzna autorstwa kanadyjskiego twórcy komiksowego Guy Delisle'a, opublikowana w oryginale po francusku w 2011 roku przez francuskie wydawnictwo Delcourt. Polskie tłumaczenie ukazało się w 2014 nakładem oficyny Kultura Gniewu. 
Kroniki jerozolimskie nawiązują stylem i fabułą do wcześniejszych autobiograficznych prac Delisle'a: Shenzhen (2000), Pjongjangu (Pyongyang, 2003) i Kronik birmańskich (2007). 

## Fabuła
Kroniki jerozolimskie to zapis pobytu autora i jego rodziny w Jerozolimie i okolicach w latach 2008-2009. Delisle opisuje codzienność w Izraelu i w okupowanym Zachodnim Brzegu. Autor poznaje rzeczywistość Palestyńczyków dzięki swojej żonie, która pracuje tam jako wysłanniczka organizacji Lekarze bez Granic.

## Nagrody
Za Kroniki jerozolimskie Guy Delisle otrzymał w 2012 roku Nagrodę za najlepszy komiks na Międzynarodowym Festiwalu Komiksu w Angoulême.